# Mango
Mango (Indijski mango, lat. Mangifera indica) drvo je i plod iz porodice Anacardiaceae iz roda Mangifera (mangovaca). Mango se uzgaja u brojnim tropskim i suptropskim krajevima. 
Domovina manga je Indijski potkontinent, zapravo Assam i Mjanmar.
Mango je neraskidivo povezan s folklornim i vjerskim običajima u Indiji. Plodovi i listovi manga koriste se za ukrašavanje svatova te javnih i religijskih ceremonija. I sam Buda je sjedio ispod drveta manga kad je doživio prosvjetljenje pa se mango i danas koristi u mnogim obredima.

## Rasprostranjenost
Mango je oko 500. pr. Kr. prenesen iz Indijskog potkontinenta u ostale dijelove tropske Azije. Vjerojatno se zbog teškoća u transportu sjemena (koje vrlo brzo propadne) mangova stabla nisu dugo mogla presaditi po zapadnoj hemisferi; tek oko 1700. uspješno su zasađena prva stabla po Brazilu, a na Karibima tek oko 1740.
Ime mango izvedeno je iz tamilskog man-kay ili man-gay, kojeg su Portugalci čuli kao mango kad su se naselili u zapadnoj Indiji.

## Karakteristike
Stablo manga je zimzeleno, naraste od 15 do 18 metara u visinu i živi izuzetno dugo (do 300 godina). Listovi manga su duguljasti te narastu do 30 cm. Cvjetovi su mali, ružičasti i neobično mirisni, a rastu u velikim bokorima. Poligamni su, odnosno neki imaju i prašnik i tučak, a drugi samo prašnike.
Plodovi manga variraju kako veličinom tako i ostalim osobinama. Najmanji nisu puno veći od šljiva, dok najveći mogu težiti od 1,8 do 2,3 kg. Oblik im varira od ovala, lopte, kruške do srcolike forme. Neki plodovi su jarko obojeni crvenom i žutom, dok su drugi jednolično zeleni. U sredini ploda je velika plosnata sjemenka, okružena sočnim mesom od žute do narančaste boje, vrlo prepoznatljivog okusa.
Postoji oko 35 vrsta i oko 500 podvrsta manga.
Stabla manga ne zahtijevaju nikakvu posebnu zemlju, ali ako je tlo dobro i suho stablo daje više plodova. Ako raste na vlažnom tlu, obolijeva od gljivične bolesti antraknoze koja uništava cvijeće i mlade plodove.
Mango se razmnožava presađivanjem ili kalemljenjem plemki na postojeća stabla. Po Aziji se prakticira relativno skup i zamoran postupak kalemljenja novih stabljika. Po Floridi su razvijene efikasnije metode kalemljenja plemki, koje se danas koriste u komercijalne svrhe.

## Mango kao hrana
Mango se najviše uzgaja za prehranu, ali se od njega proizvode i sokovi te sirupi, koristi se kao začin te kao sirovina za proizvodnju mirisa i boja. Bogat je izvor vitamina A, C i D.
Obilje antioksidansa iz svježeg manga djeluje povoljno u prehrani ljudi s problemima kardiovaskularnoga sustava. Kako ima mnogo vlakana, koristan je ljudima s usporenom probavom.